# Frontone di Emesa
Frontone di Emesa (in greco antico: Φρόντων?, Phróntōn; Emesa, ... – 240 circa) è stato un retore greco antico, zio del retore Cassio Longino.
Insegnò retorica ad Atene e scrisse varie orazioni sotto il regno di Alessandro Severo. Dei suoi scritti rimangono due epigrammi nell'Antologia greca (III, p. 56 e XIII, p. 938).